# Tithaeus laevigatus
Tithaeus laevigatus is een hooiwagen uit de familie Tithaeidae. De originele naamcombinatie (protoniem) is Tithaeus laevigatus Thorell, 1890. De huidige (vanaf 2023) geldig wetenschappelijke naam van Tithaeus laevigatus Gaat terug op Tord Tamerlan Teodor Thorell.